# 2016 en el domini públic
Informació actualitzada per un bot. Els canvis manuals es perdran quan s'actualitzi!
| Article                           | description | ocupació | imatge |
| --------------------------------- | ----------- | -------- | ------ |
|                                   |             |          |        |
|                                   |             |          |        |
|                                   |             |          |        |
| Albert de Remacle                 |             |          |        |
| Charles William Brodribb          |             |          |        |
| Cyprian Alston                    |             |          |        |
| Edward L. Hearn                   |             |          |        |
| Eleanor Grace Powell              |             |          |        |
| James Mercer Irvine               |             |          |        |
| Lewis Campbell Bruce              |             |          |        |
| Lonsdale Ragg                     |             |          |        |
| Robert William Frederick Harrison |             |          |        |
| Vida Elizabeth Smith              |             |          |        |
| William Mather Lewis              |             |          |        |
| Яков Кейхауз                      |             |          |        |

## advocat
| Article             | description            | ocupació                                                          | imatge |
| ------------------- | ---------------------- | ----------------------------------------------------------------- | ------ |
| Arthur Cheney Train | escriptor estatunidenc | advocat novel·lista escriptor escriptor de ciència-ficció jurista |        |
| John Hessin Clarke  |                        | advocat jutge                                                     |        |
| Luis Chamizo        |                        | advocat escriptor poeta alcalde                                   |        |
| Max Ehrmann         |                        | advocat empresari escriptor poeta filòsof jurista                 |        |
| Stepan Shukhevych   |                        | advocat                                                           |        |

## antropòleg
| Article               | description | ocupació                                     | imatge |
| --------------------- | ----------- | -------------------------------------------- | ------ |
| Adjutor Rivard        |             | antropòleg lingüista advocat escriptor jutge |        |
| David Randall-MacIver |             | antropòleg arqueòleg egiptòleg               |        |

## arxiver
| Article        | description      | ocupació                                            | imatge |
| -------------- | ---------------- | --------------------------------------------------- | ------ |
| Hans Nirrnheim |                  | arxiver historiador                                 |        |
| Josef Kraft    | arxiver austríac | arxiver                                             |        |
| Richard Jecht  |                  | arxiver historiador professor d'educació secundària |        |
| Rudolf Krauss  | arxiver alemany  | arxiver                                             |        |

## autobiògraf
| Article        | description | ocupació                           | imatge |
| -------------- | ----------- | ---------------------------------- | ------ |
| George Patton  |             | autobiògraf oficial nedador soldat |        |
| Margot Asquith |             | autobiògraf diarista escriptor     |        |

## bacteriòleg
| Article       | description                     | ocupació                              | imatge |
| ------------- | ------------------------------- | ------------------------------------- | ------ |
| Fred Neufeld  | metge alemany                   | bacteriòleg                           |        |
| Hans Sachs    |                                 | bacteriòleg metge bioquímic immunòleg |        |
| Thomas Cherry | agrònom i bacteriòleg australià | bacteriòleg agrònom                   |        |

## bibliotecari
| Article              | description | ocupació                                                                               | imatge |
| -------------------- | ----------- | -------------------------------------------------------------------------------------- | ------ |
| Edmund Groag         |             | bibliotecari professor d'universitat historiador                                       |        |
| Friedrich Bräuninger |             | bibliotecari                                                                           |        |
| Max Hippe            |             | bibliotecari                                                                           |        |
| Otto Hartig          |             | bibliotecari                                                                           |        |
| Wolfgang Golther     |             | bibliotecari historiador de la literatura professor d'universitat germanista escriptor |        |

## biòleg
| Article                             | description | ocupació                                      | imatge |
| ----------------------------------- | ----------- | --------------------------------------------- | ------ |
| Frederic Clements                   |             | biòleg botànic professor d'universitat ecòleg |        |
| James Cecil Mottram                 |             | biòleg radiòleg                               |        |
| Richard Friedrich Johannes Pfeiffer |             | biòleg professor d'universitat metge          |        |

## botànic
| Article                 | description                      | ocupació                                                              | imatge |
| ----------------------- | -------------------------------- | --------------------------------------------------------------------- | ------ |
| Adolf Pascher           |                                  | botànic professor d'universitat                                       |        |
| Carlton Clarence Curtis | botànic estatunidenc             | botànic                                                               |        |
| Charles Louis Pollard   | botànic estatunidenc             | botànic                                                               |        |
| Edward Wilber Berry     |                                  | botànic briòleg explorador paleontòleg                                |        |
| Gottlieb Haberlandt     | botànic austríac                 | botànic professor d'universitat biòleg fisiòleg vegetal               |        |
| Lewis Sylvester Hopkins | botànic estatunidenc (1872–1945) | botànic                                                               |        |
| William Trelease        | entomòleg estatunidenc           | botànic explorador zoòleg professor d'universitat entomòleg escriptor |        |

## catedràtic
| Article            | description        | ocupació   | imatge |
| ------------------ | ------------------ | ---------- | ------ |
| Henri Maspero      | catedràtic francès | catedràtic |        |
| Scarlat Demetrescu | catedràtic romanès | catedràtic |        |

## compositor
| Article               | description             | ocupació                                                                                           | imatge |
| --------------------- | ----------------------- | -------------------------------------------------------------------------------------------------- | ------ |
| Albert Ernest Wier    |                         | compositor editor                                                                                  |        |
| George Coles Stebbins |                         | compositor cantant escriptor d'himnes                                                              |        |
| Gus Edwards           |                         | compositor compositor de cançons director de cinema                                                |        |
| James V. Monaco       |                         | compositor compositor de bandes sonores                                                            |        |
| Jerome Kern           | compositor estatunidenc | compositor compositor de cançons compositor de bandes sonores col·leccionisme de monedes guionista |        |

## diplomàtic
| Article             | description          | ocupació                                             | imatge |
| ------------------- | -------------------- | ---------------------------------------------------- | ------ |
| André-Félix Aude    | diplomàtic francès   | diplomàtic                                           |        |
| John Dyneley Prince | polític estatunidenc | diplomàtic polític lingüista professor d'universitat |        |

## dramaturg
| Article                      | description              | ocupació | imatge |
| ---------------------------- | ------------------------ | --- | ------ |
| Aleksei Nikolàievitx Tolstoi | escriptor russo-soviètic | dramaturg escriptor poeta novel·lista escriptor de literatura infantil guionista escriptor de ciència-ficció polític |        |
| Alexander Roda Roda          | escriptor austríac       | dramaturg prosista periodista actor escriptor                                                                        |        |
| André Barde                  | escriptor francès        | dramaturg llibretista guionista poeta lletrista                                                                      |        |
| Georg Kaiser                 |                          | dramaturg actor guionista escriptor llibretista poeta realitzador                                                    |        |
| Mihail Sebastian             | escriptor romanès        | dramaturg periodista professor d'universitat                                                                         |        |

## economista
| Article             | description        | ocupació                                                                                        | imatge |
| ------------------- | ------------------ | ----------------------------------------------------------------------------------------------- | ------ |
| August Lösch        | economista alemany | economista geògraf                                                                              |        |
| John A. Ryan        |                    | economista sacerdot catòlic                                                                     |        |
| John Rogers Commons |                    | economista professor d'universitat sociòleg historiador del moviment obrer historiador educador |        |

## enginyer
| Article                     | description       | ocupació                                                          | imatge |
| --------------------------- | ----------------- | ----------------------------------------------------------------- | ------ |
| Georges Charpy              |                   | enginyer acadèmic químic                                          |        |
| Killingworth William Hedges | enginyer britànic | enginyer                                                          |        |
| Nikolai Yevgenyevich Markov | polític rus       | enginyer arquitecte polític periodista periodista d'opinió editor |        |
| Robert Hallowell Richards   |                   | enginyer enginyer de mines metal·lúrgic educador                  |        |

## escriptor
| Article                      | description                    | ocupació                                                                                                  | imatge |
| ---------------------------- | ------------------------------ | --- | ------ |
| Alan Chesselet               |                                | escriptor                                                                                                 |        |
| Antonio de Zayas             | poeta espanyol                 | escriptor poeta                                                                                           |        |
| Caradoc Evans                | escriptor britànic             | escriptor                                                                                                 |        |
| Charles Williams (escriptor) |                                | escriptor poeta novel·lista guionista crític literari teòleg                                              |        |
| Dean Spruill Fansler         |                                | escriptor crític literari folklorista                                                                     |        |
| Dmytro Tyagnigore            |                                | escriptor                                                                                                 |        |
| Dragiša Vasić                |                                | escriptor jurista periodista d'opinió                                                                     |        |
| E. R. Eddison                | escriptor britànic             | escriptor novel·lista                                                                                     |        |
| Edmond Pilon                 | escriptor francès              | escriptor poeta                                                                                           |        |
| Emmanuel Bove                | novel·lista francès            | escriptor novel·lista                                                                                     |        |
| Frank S. Tauchar             |                                | escriptor poeta director de teatre dramaturg realitzador                                                  |        |
| Franz Werfel                 | escriptor txec                 | escriptor poeta dramaturg guionista escriptor de ciència-ficció llibretista conferenciant traductor músic |        |
| George Egerton               |                                | escriptor dramaturg novel·lista traductor                                                                 |        |
| George Groslier              |                                | escriptor historiador de l'art arqueòleg fotògraf pintor etnògraf antropòleg conservador                  |        |
| George McIver                |                                | escriptor escriptor de ciència-ficció                                                                     |        |
| Georges Fourest              | escriptor francès              | escriptor poeta                                                                                           |        |
| Gopala Chandra Praharaj      |                                | escriptor lingüista poeta                                                                                 |        |
| Grigory Adamov               |                                | escriptor periodista escriptor de ciència-ficció escriptor de literatura infantil editor col·laborador    |        |
| Harold Edward Bindloss       | escriptor                      | escriptor                                                                                                 |        |
| Jacques des Gachons          | escriptor francès              | escriptor                                                                                                 |        |
| James Hudson Roberts         |                                | escriptor crític de teatre                                                                                |        |
| Jean Bertheroy               | escriptora francesa            | escriptor poeta novel·lista                                                                               |        |
| Julien Clisson               |                                | escriptor sacerdot catòlic                                                                                |        |
| Julián Moreno-Lacalle        |                                | escriptor traductor editor                                                                                |        |
| Karel Poláček                |                                | escriptor guionista periodista guionista de cinema editor col·laborador                                   |        |
| Konstantin Trenyov           |                                | escriptor dramaturg                                                                                       |        |
| Magali-Boisnard              |                                | escriptor poeta                                                                                           |        |
| Mary Hazelton Blanchard Wade | escriptora estatunidenca       | escriptor                                                                                                 |        |
| Maurice Donnay               |                                | escriptor dramaturg guionista poeta                                                                       |        |
| Osip Brik                    | escriptor rus                  | escriptor advocat crític literari guionista historiador de la literatura poeta                            |        |
| Pierre Drieu la Rochelle     | escriptor francès              | escriptor                                                                                                 |        |
| Robert Brasillach            | periodista i escriptor francès | escriptor periodista crític de cinema poeta                                                               |        |
| Susanna Ukshe                |                                | escriptor poeta                                                                                           |        |
| Theodore Dreiser             | Periodista, escriptor          | escriptor periodista novel·lista assagista autobiògraf guionista editor                                   |        |
| Volin                        |                                | escriptor poeta periodista anarquista revolucionari filòsof                                               |        |
| Vyacheslav Shishkov          | escriptor rus                  | escriptor enginyer mérnök escriptor de contes                                                             |        |
| Waclaw Sieroszewski          | escriptor polonès              | escriptor polític viatger activista per la independència etnòleg etnògraf legionari                       |        |

## explorador
| Article            | description | ocupació                                                                                                | imatge |
| ------------------ | ----------- | --- | ------ |
| Aleksandr Fersmann |             | explorador mineralogista geoquímic químic                                                               |        |
| Henri d'Ollone     |             | explorador oficial                                                                                      |        |
| Paul Pelliot       |             | explorador antropòleg lingüista arqueòleg historiador de l'art catedràtic sinòleg col·leccionista d'art |        |

## filòleg clàssic
| Article                  | description | ocupació                                                         | imatge |
| ------------------------ | ----------- | ---------------------------------------------------------------- | ------ |
| Albrecht von Blumenthal  |             | filòleg clàssic professor d'universitat erudit clàssic traductor |        |
| Franz Poland             |             | filòleg clàssic professor d'educació secundària                  |        |
| Georg Raddatz            |             | filòleg clàssic escriptor professor d'educació secundària        |        |
| Paulheinz Ahlert         |             | filòleg clàssic                                                  |        |
| William Abbott Oldfather |             | filòleg clàssic professor d'universitat erudit clàssic           |        |

## filòsof
| Article                      | description                                                                                              | ocupació                                                                                                   | imatge |
| ---------------------------- | --- | --- | ------ |
| Alfred Edward Taylor         | filòsof britànic                                                                                         | filòsof professor d'universitat                                                                            |        |
| Anna Pammrová                | filòsofa txeca                                                                                           | filòsof activista pels drets de les dones traductor professor escriptor literární publicista               |        |
| Q200639                      | | filòsof poeta periodista escriptor assagista crític literari professor d'universitat llibretista           |        |
| Sergei Alekseevich Askolʹdov | | filòsof |        |
| Vladímir Vernadski           | científic ucraïnosoviètic, un dels fundadors de la geoquímica, de la biogeoquímica i de la radiogeologia | filòsof geòleg biòleg biogeoquímic químic professor d'universitat ecòleg geoquímic mineralogista professor |        |

## físic
| Article          | description    | ocupació                                                                           | imatge |
| ---------------- | -------------- | ---------------------------------------------------------------------------------- | ------ |
| Arthur Korn      |                | físic matemàtic professor d'universitat enginyer                                   |        |
| Arthur Lee Foley |                | físic arquitecte professor d'universitat                                           |        |
| Charles Fabry    | físic francès  | físic astrònom                                                                     |        |
| Hans Geiger      | físic alemany  | físic inventor professor d'universitat físic nuclear laboratory director científic |        |
| Rudolf Ortvay    | físic hongarès | físic                                                                              |        |

## guionista
| Article         | description | ocupació | imatge |
| --------------- | ----------- | --- | ------ |
| Achmed Abdullah |             | guionista escriptor novel·lista |        |
| Bruno Frank     |             | guionista poeta dramaturg poeta advocat escriptor guionista de cinema guionista de televisió                                                        |        |
| Felix Salten    |             | guionista escriptor periodista novel·lista dramaturg crític de teatre crític literari escriptor de literatura infantil director de cinema assagista |        |

## historiador
| Article                  | description              | ocupació                                             | imatge |
| ------------------------ | ------------------------ | ---------------------------------------------------- | ------ |
| Andrew George Little     |                          | historiador                                          |        |
| André de Maricourt       | historiador francès      | historiador biògraf                                  |        |
| Cai Dongfan              |                          | historiador                                          |        |
| Friedrich Luckwaldt      | historiador alemany      | historiador professor d'universitat                  |        |
| Gheorghe Popa-Lisseanu   | historiador romanès      | historiador                                          |        |
| Hanns Schlitter          | historiador austríac     | historiador arxiver                                  |        |
| Hermann Stegemann        | historiador alemany      | historiador periodista escriptor periodista d'opinió |        |
| Joachim Joseph A. Campos | historiador indi         | historiador escriptor indòleg                        |        |
| John Marriott            |                          | historiador polític                                  |        |
| Max Farrand              | historiador estatunidenc | historiador bibliotecari professor d'universitat     |        |
| Richard Fester           | historiador alemany      | historiador professor d'universitat                  |        |

## historiador de l'art
| Article                | description                                                | ocupació                                                                                       | imatge |
| ---------------------- | ---------------------------------------------------------- | ---------------------------------------------------------------------------------------------- | ------ |
| Arthur Morrison        |                                                            | historiador de l'art periodista novel·lista dramaturg escriptor                                |        |
| Q18115499              | traductor i historiador i crític d'art francès (1862-1945) | historiador de l'art                                                                           |        |
| Camille Mauclair       | escriptor francès                                          | historiador de l'art poeta escriptor crític literari crític d'art prosista periodista d'opinió |        |
| Heinrich Weizsäcker    |                                                            | historiador de l'art professor d'universitat                                                   |        |
| Ormonde Maddock Dalton | historiador de l'art britànic                              | historiador de l'art arqueòleg                                                                 |        |

## historiador regional
| Article        | description         | ocupació                                                  | imatge |
| -------------- | ------------------- | --------------------------------------------------------- | ------ |
| Anton Chroust  | historiador alemany | historiador regional medievalista professor d'universitat |        |
| Otto Barkowski |                     | historiador regional professor d'educació secundària      |        |

## jurista
| Article         | description     | ocupació                                                         | imatge |
| --------------- | --------------- | ---------------------------------------------------------------- | ------ |
| Narte Velikonja |                 | jurista oficinista escriptor                                     |        |
| Rudolf Hübner   | jurista alemany | jurista historiador del dret professor d'universitat historiador |        |

## lingüista
| Article            | description          | ocupació | imatge |
| ------------------ | -------------------- | --- | ------ |
| Calvin Smith Brown |                      | lingüista arqueòleg especialista en literatura |        |
| Hendrik Bulthuis   | escriptor neerlandès | lingüista esperantista traductor agent de duanes escriptor |        |
| Maurice Baring     |                      | lingüista poeta escriptor novel·lista periodista traductor dramaturg corresponsal de guerra                                                                    |        |
| Régis Messac       | escriptor francès    | lingüista poeta traductor crític literari escriptor de ciència-ficció novel·lista membre de la Resistència Francesa                                            |        |
| Vikenti Veressaiev |                      | lingüista escriptor biògraf traductor metge escriptor poeta militar crític literari prosista estudiós de la literatura periodista d'opinió escriptor de contes |        |
| Zuzanna Ginczanka  | escriptora polonesa  | lingüista traductor poeta escriptor |        |

## matemàtic
| Article           | description                 | ocupació                                                | imatge |
| ----------------- | --------------------------- | ------------------------------------------------------- | ------ |
| Aleksei Krylov    | matemàtic rus               | matemàtic enginyer naval físic militar arquitecte naval |        |
| Dmitri Mirimanoff | matemàtic suís d'origen rus | matemàtic professor d'universitat                       |        |

## militar
| Article                           | description     | ocupació                   | imatge |
| --------------------------------- | --------------- | -------------------------- | ------ |
| Jehan-Marie-Joseph-Côme de Marsay | militar francès | militar                    |        |
| Pavló Skoropadskyi                |                 | militar polític diplomàtic |        |

## novel·lista
| Article                 | description          | ocupació                                                                            | imatge |
| ----------------------- | -------------------- | ----------------------------------------------------------------------------------- | ------ |
| David Lindsay           |                      | novel·lista escriptor escriptor de ciència-ficció                                   |        |
| Malcolm Jameson         |                      | novel·lista escriptor de ciència-ficció guionista                                   |        |
| Margaret Deland         |                      | novel·lista autobiògraf professor d'universitat escriptor poeta escriptor de contes |        |
| Margaret Louisa Woods   |                      | novel·lista escriptor dramaturg poeta                                               |        |
| Maud Diver              |                      | novel·lista periodista biògraf escriptor                                            |        |
| Mrs Henry de la Pasture | escriptora britànica | novel·lista escriptor de literatura infantil dramaturg                              |        |

## ornitòleg
| Article               | description            | ocupació                         | imatge |
| --------------------- | ---------------------- | -------------------------------- | ------ |
| Frank Michler Chapman | ornitòleg estatunidenc | ornitòleg zoòleg editor fotògraf |        |
| Joseph Mailliard      |                        | ornitòleg                        |        |

## paleontòleg
| Article                 | description | ocupació                                                  | imatge |
| ----------------------- | ----------- | --------------------------------------------------------- | ------ |
| Charles Whitney Gilmore |             | paleontòleg conservador                                   |        |
| John Campbell Merriam   |             | paleontòleg professor d'universitat science administrator |        |

## periodista
| Article                | description                                                             | ocupació                                                                | imatge |
| ---------------------- | ----------------------------------------------------------------------- | ----------------------------------------------------------------------- | ------ |
| Adolf Bartels          | escriptor alemany                                                       | periodista poeta escriptor historiador de la literatura crític literari |        |
| Benito Mussolini       | cap d'estat dictatorial d'Itàlia durant el període de 1922 fins al 1943 | periodista professor polític                                            |        |
| Ernest Gaubert         |                                                                         | periodista poeta novel·lista biògraf escriptor romanista                |        |
| Félix Dubois           |                                                                         | periodista explorador                                                   |        |
| Idola Saint-Jean       | periodista canadenca                                                    | periodista professor activista pels drets de les dones suffragette      |        |
| John Otway Percy Bland |                                                                         | periodista                                                              |        |
| Léon Deffoux           | periodista francès                                                      | periodista periodista d'opinió crític literari                          |        |
| Tancrède de Visan      | periodista francès                                                      | periodista poeta                                                        |        |

## poeta
| Article                        | description                                                            | ocupació | imatge |
| ------------------------------ | ---------------------------------------------------------------------- | --- | ------ |
| Ada Negri                      | poetessa italiana                                                      | poeta escriptor |        |
| Ajjada Adibhatla Narayana Dasu |                                                                        | poeta músic |        |
| Albert Mockel                  | poeta belga                                                            | poeta escriptor crític literari                                                                                        |        |
| Aleksandr Dobrolyubov          | poeta rus                                                              | poeta |        |
| Alexandre Mercereau            | poeta francès                                                          | poeta periodista escriptor crític d'art conferenciant redactor en cap comissari d'exposicions filantrop                |        |
| Arthur Symons                  | poeta britànic                                                         | poeta escriptor crític literari traductor historiador de l'art editor                                                  |        |
| Berto Barbarani                | poeta italià                                                           | poeta periodista |        |
| Dem'ian Bednij                 |                                                                        | poeta escriptor figura pública periodista periodista d'opinió                                                          |        |
| Else Lasker-Schüler            | poeta                                                                  | poeta escriptor salonnière dramaturg                                                                                   |        |
| Fernand Fleuret                |                                                                        | poeta escriptor prosista periodista                                                                                    |        |
| Henry Herbert Knibbs           | poeta estatunidenc                                                     | poeta |        |
| Hélène Picard                  | poetessa francesa                                                      | poeta novel·lista |        |
| Ion Pillat                     | escriptor romanès                                                      | poeta |        |
| Ivan Hribovšek                 |                                                                        | poeta filòleg |        |
| Jambyl Jabayev                 |                                                                        | poeta cantautor Aqyn                                                                                                   |        |
| Juan Pedro López               | poeta uruguaià                                                         | poeta |        |
| Kyūkin Susukida                |                                                                        | poeta assagista escriptor                                                                                              |        |
| Lord Alfred Douglas            |                                                                        | poeta escriptor novel·lista traductor periodista                                                                       |        |
| Lucie Delarue-Mardrus          | periodista, poeta, novel·lista, escultora, historiadora i dissenyadora | poeta periodista historiador novel·lista escultor jugador d'escacs                                                     |        |
| Maria Pawlikowska-Jasnorzewska | poetessa polonesa                                                      | poeta dramaturg escriptor                                                                                              |        |
| Maria Skobtsova                | santa i poetessa russa deportada pels nazis des de França              | poeta escriptor membre de la Resistència Francesa militant de la resistència polític monja filòsof periodista d'opinió |        |
| Maruf al-Rusafi                | poeta iraquià                                                          | poeta professor polític escriptor editor de revista periodista                                                         |        |
| Richard Beer-Hofmann           | escriptor austríac                                                     | poeta escriptor dramaturg col·leccionista d'art                                                                        |        |
| Robert Desnos                  | escriptor francès                                                      | poeta escriptor guionista periodista membre de la Resistència Francesa                                                 |        |
| Thomas Burke                   |                                                                        | poeta escriptor |        |
| Yun Dong-ju                    |                                                                        | poeta |        |
| Zinaida Guíppius               | poeta russa simbolista                                                 | poeta escriptor dramaturg crític literari prosista                                                                     |        |

## polític
| Article                                   | description                                                                     | ocupació                                                                                           | imatge |
| ----------------------------------------- | ------------------------------------------------------------------------------- | -------------------------------------------------------------------------------------------------- | ------ |
| Achille Starace                           |                                                                                 | polític                                                                                            |        |
| Adolf Hitler                              | polític austríac, Führer i Canceller Imperial d'Alemanya, líder del Partit Nazi | polític                                                                                            |        |
| Alessandro Pavolini                       |                                                                                 | polític periodista escriptor advocat                                                               |        |
| André Tardieu                             | polític francès                                                                 | polític periodista professor                                                                       |        |
| Clara Petacci                             | amant del dictador feixista Benito Mussolini                                    | polític                                                                                            |        |
| David Lloyd George                        |                                                                                 | polític diplomàtic solicitor funcionari escriptor alt càrrec                                       |        |
| Edwin "Pa" Watson                         |                                                                                 | polític secretari oficial                                                                          |        |
| Godfrey Benson                            | polític britànic                                                                | polític biògraf                                                                                    |        |
| Heinrich Himmler                          | polític de l'Alemanya Nazi i cap dels SS                                        | polític agricultor ocultista tècnic de laboratori agent de la Gestapo                              |        |
| Joseph Goebbels                           | polític nazi alemany, ministre de propaganda i cancieller d'Alemanya            | polític propagandista demagog                                                                      |        |
| Kamil Krofta                              |                                                                                 | polític diplomàtic historiador regional historiador professor professor d'universitat              |        |
| Louis de Blois                            | polític francès                                                                 | polític militar                                                                                    |        |
| Martin Spahn                              |                                                                                 | polític historiador professor d'universitat                                                        |        |
| Nicola Bombacci                           | polític italià                                                                  | polític                                                                                            |        |
| Pavel Nicolaïevitch Ignatiev              |                                                                                 | polític                                                                                            |        |
| Robert Bourgeois                          | polític francès                                                                 | polític geògraf                                                                                    |        |
| Robert Crewe-Milnes, 1er Marquis de Crewe | diplomàtic britànic                                                             | polític diplomàtic escriptor poeta                                                                 |        |
| Subhash Chandra Bose                      | líder nacionalista indi                                                         | polític revolucionari escriptor lluitador per la llibertat                                         |        |
| William Theophilus Brantly                |                                                                                 | polític advocat                                                                                    |        |
| Yun Chi-ho                                |                                                                                 | polític filòsof periodista professor autobiògraf alt càrrec diplomàtic intèrpret activista polític |        |

## professor
| Article             | description            | ocupació                  | imatge |
| ------------------- | ---------------------- | ------------------------- | ------ |
| Helmut Schroff      |                        | professor filòleg clàssic |        |
| John Harrington Cox | professor estatunidenc | professor                 |        |
| Karl Aulitzky       |                        | professor filòleg clàssic |        |
| Kurt Bardong        |                        | professor filòleg clàssic |        |
| Rudolf Däbritz      |                        | professor filòleg clàssic |        |

## professor d'educació secundària
| Article          | description | ocupació                                        | imatge |
| ---------------- | ----------- | ----------------------------------------------- | ------ |
| Fritz Mielentz   |             | professor d'educació secundària filòleg clàssic |        |
| Oskar Viedebantt |             | professor d'educació secundària                 |        |

## professor d'universitat
| Article           | description | ocupació                                            | imatge |
| ----------------- | ----------- | --------------------------------------------------- | ------ |
| Friedrich Bilabel |             | professor d'universitat filòleg clàssic historiador |        |
| James Mackinnon   |             | professor d'universitat historiador                 |        |
| Joseph Bidez      |             | professor d'universitat historiador filòleg clàssic |        |

## psicòleg
| Article                  | description           | ocupació | imatge |
| ------------------------ | --------------------- | -------- | ------ |
| Edward Wheeler Scripture | psicòleg estatunidenc | psicòleg |        |
| Jules Van Biervliet      | psicòleg belga        | psicòleg |        |

## psiquiatre
| Article                | description | ocupació                    | imatge |
| ---------------------- | ----------- | --------------------------- | ------ |
| Samuel Treat Armstrong |             | psiquiatre                  |        |
| Smith Ely Jelliffe     |             | psiquiatre botànic neuròleg |        |

## químic
| Article               | description       | ocupació                                   | imatge |
| --------------------- | ----------------- | ------------------------------------------ | ------ |
| Charles Ernest Pellew |                   | químic                                     |        |
| Frans Maurits Jaeger  | químic neerlandès | químic historiador professor d'universitat |        |

## sacerdot
| Article                   | description | ocupació | imatge |
| ------------------------- | ----------- | -------- | ------ |
| August Lindh              |             | sacerdot |        |
| William Finlayson Trotter |             | sacerdot |        |

## sacerdot catòlic
| Article                     | description | ocupació                                               | imatge |
| --------------------------- | ----------- | ------------------------------------------------------ | ------ |
| Hippolyte Hemmer            |             | sacerdot catòlic filòleg                               |        |
| Janez Kalan                 |             | sacerdot catòlic escriptor editor escriptor religiós   |        |
| Joseph MacRory              |             | sacerdot catòlic professor d'universitat bisbe catòlic |        |
| Joseph Raphael John Crimont |             | sacerdot catòlic bisbe catòlic                         |        |
| Timothy Joseph Crowley      |             | sacerdot catòlic bisbe catòlic                         |        |

## teòleg
| Article             | description                       | ocupació                                                         | imatge |
| ------------------- | --------------------------------- | ---------------------------------------------------------------- | ------ |
| Dietrich Bonhoeffer | pastor luterà, teòleg i escriptor | teòleg filòsof militant de la resistència poeta pastor evangèlic |        |
| H. Wheeler Robinson |                                   | teòleg biblista professor d'universitat                          |        |
| Joseph Sickenberger |                                   | teòleg professor d'universitat                                   |        |
| Kyo-sin Kim         |                                   | teòleg                                                           |        |
| Mark P. de Munnynck |                                   | teòleg                                                           |        |

## teòleg catòlic
| Article        | description | ocupació                                           | imatge |
| -------------- | ----------- | -------------------------------------------------- | ------ |
| August Merk    |             | teòleg catòlic                                     |        |
| Henri Leclercq |             | teòleg catòlic historiador de l'Església traductor |        |

## traductor
| Article                   | description | ocupació | imatge |
| ------------------------- | ----------- | --- | ------ |
| Denyse Clairouin          |             | traductor escriptor membre de la Resistència Francesa agent literari                                                                    |        |
| Harry Collison            |             | traductor pintor anthroposophist |        |
| Herbert Francis Wright    |             | traductor |        |
| Josef Čapek               |             | traductor pintor fotògraf dramaturg periodista escriptor il·lustrador crític d'art teòric de l'art escenògraf artista gràfic exlibrista |        |
| Maurice Rémon             |             | traductor |        |
| Reynold Alleyne Nicholson |             | traductor professor d'universitat |        |
| William Finlayson Trotter |             | traductor |        |

## zoòleg
| Article                 | description     | ocupació         | imatge |
| ----------------------- | --------------- | ---------------- | ------ |
| Paul Pelseneer          |                 | zoòleg malacòleg |        |
| Peter Chalmers Mitchell | zoòleg britànic | zoòleg ornitòleg |        |

## Misc
| Article                       | description                            | ocupació | imatge |
| ----------------------------- | -------------------------------------- | --- | ------ |
| Albert Jay Nock               | periodista estatunidenc                | assagista periodista autobiògraf sociòleg biògraf                                                                                          |        |
| Alexander Hume Ford           |                                        | editor dramaturg periodista surfista |        |
| Alfred Ernest Garvie          |                                        | pastor teòleg |        |
| Arthur Oliver Wheeler         | alpinista irlandès                     | alpinista agrimensor |        |
| Arthur Robert Hinks           | astrònom britànic                      | astrònom geògraf |        |
| Athelstan Riley               |                                        | escriptor d'himnes |        |
| Carl Patsch                   |                                        | eslavista arqueòleg historiador professor d'universitat                                                                                    |        |
| Charles Bertie Wedd           |                                        | geòleg |        |
| Charles Coborn                |                                        | comediant cantant |        |
| Charles Hammett               |                                        | entrenador de bàsquet |        |
| Emil Hácha                    |                                        | jutge polític traductor advocat poeta jurista                                                                                              |        |
| Felix Emanuel Schelling       |                                        | especialista en literatura professor d'universitat anglicista estudiós de la literatura escriptor                                          |        |
| Frank Keller Walter           |                                        | educador bibliotecari |        |
| Franklin Delano Roosevelt     | 32é president dels EUA                 | estadista |        |
| Frederic Bancroft             | historiador estatunidenc               | professor lector historiador de l'edat moderna historiador bibliotecari filantrop biògraf                                                  |        |
| Friedrich Wintterlin          |                                        | historiador del dret arxiver jurista |        |
| George Ricker Berry           |                                        | traductor de la Bíblia traductor |        |
| Gerhart Rodenwaldt            |                                        | arqueòleg clàssic professor d'universitat historiador de l'art                                                                             |        |
| Gilbert Campbell Scoggin      |                                        | erudit clàssic |        |
| Guðmundur Kamban              | escriptor islandès                     | director de cinema escriptor dramaturg |        |
| Henri Barth                   |                                        | metge |        |
| Johan Huizinga                | historiador neerlandès                 | historiador de la cultura historiador professor d'universitat militant de la resistència lingüista filòsof historiador de l'art antropòleg |        |
| John Ambrose Fleming          |                                        | inventor físic professor d'universitat enginyer elèctric científic                                                                         |        |
| John William Mackail          | escriptor britànic                     | historiador de la literatura biògraf poeta traductor                                                                                       |        |
| Jože Šerjak                   |                                        | estudiant poeta |        |
| Launcelot Alfred Cranmer-Byng |                                        | sinòleg |        |
| Leonhard Kaupisch             |                                        | oficial |        |
| Maximilian Streck             |                                        | orientalista professor d'universitat |        |
| Michel-Antoine Carré          | director de cinema francès (1865-1945) | actor director de cinema dramaturg guionista llibretista realitzador dramaturg escriptor                                                   |        |
| Miles John Breuer             |                                        | metge militar novel·lista escriptor de ciència-ficció metge escriptor                                                                      |        |
| Napier Shaw                   |                                        | meteoròleg |        |
| Newell Convers Wyeth          |                                        | il·lustrador pintor |        |
| Oliver Elton                  |                                        | biògraf crític literari traductor |        |
| Paul Philippe Cret            |                                        | arquitecte dissenyador |        |
| Robert Farquharson Sharp      |                                        | conservador traductor |        |
| Robert Hutchings Goddard      | físic estatunidenc                     | enginyer d'aviació físic inventor matemàtic enginyer astrònom                                                                              |        |
| Robert Tuttle Morris          |                                        | cirurgià |        |
| Thomas Hunt Morgan            |                                        | biòleg evolutiu genetista zoòleg metge professor d'universitat fisiòleg biòleg                                                             |        |
| Verney Lovett                 |                                        | funcionari |        |
| Wallace Goldsmith             | artista estatunidenc                   | artista |        |
| Walter John Sedgefield        |                                        | anglicista |        |
| Westel Woodbury Willoughby    |                                        | politòleg |        |
| William Henry Howell          |                                        | escriptor mèdic metge fisiòleg |        |
| William Rothenstein           | artista britànic                       | pintor professor escriptor artista |        |
| walrer cannon                 |                                        | fisiòleg escriptor de no-ficció professor d'universitat                                                                                    |        |
| Émile Boisacq                 |                                        | filòleg lingüista professor d'universitat                                                                                                  |        |